# Дорнешть (Сучава)
Дорнешть, Дорнешті (рум. Dornești, угор. Hadikfalva) — село у повіті Сучава в Румунії. Входить до складу комуни Дорнешть.
Село розташоване на відстані  381 км на північ від Бухареста, 30 км на північний захід від Сучави, 143 км на північний захід від Ясс.

## Населення
За даними перепису населення 2002 року у селі проживали 4096 осіб.
Національний склад населення села:
| Національність | Кількість осіб | Відсоток |
| -------------- | -------------- | -------- |
| румуни         | 3908           | 95,4%    |
| цигани         | 162            | 4,0%     |
| поляки         | 13             | 0,3%     |
| українці       | 6              | 0,1%     |
| німці          | 5              | 0,1%     |

Рідною мовою назвали :
| Мова       | Кількість осіб | Відсоток |
| ---------- | -------------- | -------- |
| румунська  | 4079           | 99,6%    |
| українська | 6              | 0,1%     |
| польська   | 5              | 0,1%     |

### Секейське минуле
Свого часу село належало до населених пунктів, заселених секеями, і мало назву Гадікфалва .